# Luis Carlos Esteban
Luis Carlos Esteban (Berlangas de Roa, Burgos; 13 de febrero de 1958) es un reconocido músico, compositor y productor español. Alcanzó la popularidad en 1983, siendo integrante del grupo tecno-pop Olé Olé, con el álbum debut homónimo de la formación aunque ya había realizado diferentes trabajos musicales. Tras la disolución de Olé Olé reorientó su carrera hacia la producción y divulgación musical.

## Biografía

### Trastos y Plástico (1978-1980)
En 1978 se integró en Plástico donde también militaba Emilio Estecha, futuro compañero en Olé Olé, Rafa Gutiérrez (después en el grupo Hombres G), Toti (Dinarama y La Frontera), Eduardo Benavente (Alaska Y Los Pegamoides, Parálisis Permanente) y Carlos Sabrafen. Con esta banda solamente grabó una serie de maquetas, editadas en 2015 por Subterfuge, pero el grupo se disolvió por la disparidad de criterios de sus componentes.

"Hicimos un single que no me gustaba nada, el productor Honorio Herrero me hizo poner voz de gilipollas."
Manuel -Malou- Sánchez (2008) 

En 1979 entró a formar parte de Trastos, grupo de la denominada Movida Madrileña con el que graba un primer álbum homónimo que dio al grupo notable popularidad entre los adolescentes de la época. En el año 1980 graban para la multinacional CBS su primer LP con la producción de Jorge Álvarez. De este trabajo sonaron temas como «El poli te ve», «Rockers del 83», «El botellín» o «Te voy a buscar». Las ventas del álbum no fueron buenas según la compañía y el grupo se disolvió.

"CBS tenía un pequeño paquete de bandas contratadas al filo de las expectativas que la Nueva Ola estaba provocando. Únicamente Sissí sintonizaban, por sus ropas llamativas y sus pelos teñidos en tonos fucsia, con los Pegamoides."
Nacho Canut (2010) 

### Con Tino Casal (1981)
En este año Tino lo ficha como teclista para su gira Champú de huevo junto a músicos como Javier Monforte o Deogracia. Estrena para la gira un Roland Jupiter-8 sintetizador emblemático en la sonoridad de esta época.

### Olé Olé (1983-1985)
En 1980 entra a formar parte de Olé Olé que se convirtió en uno de los grupos más destacados del tecno pop en España. Luis Carlos se unió a Gustavo Montesano, Emilio Estecha, Juan Tarodo y a Vicky Larraz, primera cantante del grupo. Con ellos grabó dos exitosos discos, Olé Olé (1983) para el que Luis Carlos compuso éxitos como «Adrenalina» y «Voy a mil» (1984), LP al que aporta éxitos como «Pasos de mujer» o «Un golpe de suerte».

### Tras Olé Olé
Tras dos álbumes Luis Carlos y Vicky Larraz deciden abandonar Olé Olé. Desde entonces Luis Carlos ha trabajado como productor y compositor musical para diversos artistas.
En 1986 escribió la canción «Tímido» para el grupo Flans, integrado por Ilse, Ivonne y Mimi con la intención de que fuera la canción del mundial México 1986.
En 1987 produjo el disco Rompe la esfera del grupo mexicano Primer Nivel. Un grupo muy elitista de la escena electro pop mexicana que no fue muy difundido, a pesar de ser un excelente álbum. Escribió y produjo para Daniela Romo el tema «El Diablo En Mi Tejado» de su disco Gitana y «La Batalla Del Amor» de su disco Mujer De todos, Mujer De Nadie.
En 1988 produjo el disco del grupo Rostros Ocultos que llevó el nombre de Disparado. Este disco tuvo buena acogida, sin embargo, en comentarios de la banda, el trabajo del productor dio como resultado un sonido extraño, diferente a la esencia del grupo.
En la segunda mitad de los años 80, Luis Carlos se unió a Marcos Calvo y Pedro del Moral para formar Rebeldes Sin Pausa, convirtiéndose en disc-jockeys y productores de moda. Se hicieron cargo, entre otros trabajos, de la producción del último disco de Alaska y Dinarama, Fan fatal (1989) y del segundo disco de Germán Copini (exmiembro de Golpes Bajos), titulado Flechas negras (1989). Llegaron a formar incluso banda de directo junto a Dj Kun, Ana Nery, Mariate y Mercedes Doreste como cantante.
En 1990 produjo la canción «Cuando el amor se va» de Azúcar Moreno y también «Bandido» con las que el grupo femenino participó en el Festival de Eurovisión de 1990. Años después colaboró con ellas como ingeniero de sonido en el disco Olé. Ese mismo año 1990 también produjo el primer disco de Carlos Berlanga, que tras abandonar Alaska y Dinarama, inició su carrera en solitario con El Ángel Exterminador.
A principios de los años 90 produjo los dos primeros discos del dúo, Amistades Peligrosas, Relatos de una intriga (1991) yLa última tentación (1993). Además de asumir las labores de producción, compuso varios temas junto a sus componentes, Cristina del Valle y Alberto Comesaña como «Estoy por ti» o «Me haces tanto bien», que alcanzaron gran popularidad y convirtieron a Amistades Peligrosas es uno de los más grupos más exitosos de los años 90 en España y Latinoamérica.
En 1991 produce el segundo disco de la cantante Nina, Rompe el tiempo.
En 1992 trabajó junto a la cantante mexicana Thalía produciendo su álbum Love. Compone varias de sus canciones como la que da título al disco y «Flores secas en la piel» o «El día del amor». Este disco supera el millón de copias vendidas, siendo uno de los más icónicos de la cantante.
A finales de 1992 produce el álbum "¿...o fué un sueño?" de la actriz mexicana Susana Zabaleta. Además compuso cuatro de los temas. El álbum salió a la venta el año siguiente (1993) y fue reeditado en 2002. Los temas "El último beso" y "Ella y El" fueron incluidos en el álbum recopilatorio "Quiero sentir bonito" de 2004.
Ha participado en discos de New Age o flamenco, como el proyecto En clave New Age editado por EMI en el año 1992, donde colaboró como músico, arreglista y compuso el tema «Morning has broken». En 2001 fue uno de los productores del álbum Tabú: Mondo Flamenco, un proyecto sobre el nuevo flamenco.
Desde 1995 al 2000 trabajó de Ingeniero de Sonido para la Orquesta de Cámara Reina Sofía, grabando conciertos que salieron al mercado bajo el sello de Sony Music. Simultáneamente actuó como ingeniero en múltiples grabaciones para la colección de Sony Classics La España de las tres culturas.
En 1997 produjo el disco Super Nova del grupo La Siguiente Página.
Desde finales de los años 90 Luis Carlos viene colaborando en la producción de diversos artistas pertenecientes al sello Austrohúngaro, entre los que se encuentran grupos como Astrud, Hidrogenesse o Chico y Chica. A estos últimos les produjo su primer álbum, titulado Sí, un disco de música alternativa que incluyó canciones como «Supervaga» o «Comida podrida».
En el año 2001 Luis Carlos participó como músico y productor en el disco del guitarrista salmantino José Luis Encinas Guitarra romántica, un álbum instrumental. José Luis Encinas fusionó con su guitarra el flamenco con ritmos pop, música clásica y otras músicas del mundo.
En ese mismo año 2001, Luis Carlos produjo al dúo madrileño Ellos. Sus componentes, Guille Mostaza y Santi Capote, cultivaron un pop electrónico muy influido por la música de los años 80. El disco se tituló Lo tuyo no tiene nombre.
Otros discos en los que también ha colaborado componiendo canciones, encargándose de los arreglos, mezclas o asumiendo las labores de ingeniero o técnico de sonido han sido: con Nuria Fergó en «Brisa de Esperanza», con Cómplices en «Está llorando el sol», con Carlos Núñez en el álbum Os amores libres, con el Fary y con Zapato Veloz en la canción «Tractor amarillo».
Así mismo, ha trabajado en la composición de la música de diversos spots de televisión, como las campañas de Telefónica entre los años 97 y 2000 o la sintonía de los 40 principales en el año 1991.
En el año 2000 Luis Carlos reeditó los dos primeros elepés de Olé Olé en formato CD, remasterizados digitalmente e incluyendo como bonus tracks las caras b de los sencillos.
En el año 2003 editó el CD El Templo del Sol que firmó como Iguazú. Se trata de una recopilación de canciones y temas instrumentales andinos, a los que añadió arreglos electrónicos. Colaboraron en este CD Luis Delgado, Juan Cerro y varios músicos del grupo Colibrí de Santander, como Paco San José y Julio Martínez Rionda.
Después de veinte años ausentes del panorama musical Rebeldes Sin Pausa reaparecieron en 2006 como RSP. Entre sus integrantes figuran Luis Carlos Esteban y Mercedes Doreste como cantante. Su disco titulado Goodbye Pop se editó en marzo de 2006 en plataformas digitales.
En 2009 publica un disco instrumental de música electrónica titulado Macro y micro tiempo editado por Tyrell Records (Factoría Autor).

### Olé Olé 2007
En 2005 su antiguo compañero, Gustavo Montesano, le propone recuperar su proyecto más exitoso, Olé Olé. Luis Carlos aceptó la propuesta y tras un año en el que trabajaron con Vicky Larraz, la primera cantante del grupo, esta decide abandonar el proyecto. Pero a pesar de este abandono siguieron adelante con el proyecto.
En 2007 Olé Olé reapareció integrado por Luis Carlos Esteban, Gustavo Montesano y Marta Domínguez, una joven modelo tinerfeña que se convirtió durante unos meses en la nueva cantante de lo que se denominó «Fase 4». En abril de este mismo año publicaron su octavo trabajo discográfico: Grandes éxitos y otras terapias de grupo, que incluyó 3 nuevas canciones y 9 grandes éxitos. El proyecto fracasó y a finales de 2007 se dio por finalizada esta etapa.